# Berlevåg Lufthavn
Berlevåg Lufthavn (IATA: BVG, ICAO: ENBV) ejes og drives af Avinor. Lufthavnen ligger få kilometer nordvest for Berlevåg i det østlige Finnmark fylke i Norge.
Lufthavnen blev oprettet af tyskerne i efteråret 1943, og flystyrker var stationeret her for at beskytte tyske transporter over Barentshavet. Lufthavnen blev ødelagt, da de tyske styrker trak sig tilbage. Efter krigen blev den sat i stand igen med privat initiativ, og i 1970 kunne Varangfly (Norving) tage lufthavnen i brug til taxa- og ambulanceflyvning.
I 1974 blev lufthavnen opgraderet til den regional lufthavn og overtaget af staten. Widerøe opererer med to daglige afgange til Båtsfjord, Vadsø og Kirkenes og en daglig flyvning til Hammerfest og Tromsø. Fra Kirkenes og Tromsø er der tilsvarende forbindelser til resten af Norge med SAS, Widerøe og Norwegian.

## Historie
Den første flyvning til Berlevåg fandt sted 28. juli 1941, da en Messerscmitt Me 110 landede lige ved gården Storsletta ca. 3 km vest for Berlevåg. Flyet havde fået motorproblemer under luftkamp, og måtte nødlande. Senere samme sommer måtte også et andet tysk fly nødlande i samme område. Nødlandingerne gjorde angiveligt, at de tyske styrker blev opmærksomme på, at dette var en egnet plads for at anlægge en flyveplads. Under den tyske besættelse af Norge under 2. verdenskrig var tyske Wehrmacht afhængig af forsyninger til Kirkenes, og de måtte sendes forbi Varangerhalvøen. Konvojerne var mål for sovjetiske bombefly, som var stationerede på Kolahalvøen. Oprindelig blev konvojerne beskyttet af den tyske Jagdgeschwader 5 baseret på Alta Lufthavn. Med et voksende antal raids besluttede Luftwaffe at bygge to flyvepladser på Varangerhalvøen, Berlevåg og Vardø Lufthavn.
Udstikningen af flyvepladsen startede allerede i efteråret 1941, men den var ikke færdig til brug før efteråret 1943, og da som fremskudt flyveplads til forsvar af tysk kontrollerede skibe som passerede uden for Varangerhalvøen. Landingsbanen var 950 meter lang, dækket af planker således, at den skulle være let at reparere i tilfælde bombeangreb. Flyvepladsen fik en afdeling med jagerfly fra Jagdgeschwader 5, blandt andet af typen Focke-Wulf Fw 190. Der blev bygget en radar på en bakketop ved flyvepladsen i 1944. Flyvepladsen blev ødelagt af tyskerne under tvangsevakueringen og nedbrændingen af Finnmark og Nord-Troms i 1944. Træværket fra rullebanen blev senere brugt af lokalbefolkningen som byggemateriale til genopbygningen af bygninger.

### Planlægning
Varangfly-direktør Odd Bentzen lancerede i 1964 idéen om at bruge flyvepladsområdet som civil lufthavn. Efter et besøg på Island foreslog han at bygge en række enkle flyvepladser med kort rullebane i Finnmark, som kunne bruges af flyveselskabets flyambulancetjeneste. I 1966 lancerede flere af de større flyveselskaberne, blandt andet SAS, Braathens SAFE og Widerøe, et forslag om at etablere et netværk af kortbaneflyvepladser; hvor Berlevåg var én af seks mulige flyvepladser i Finnmark. Et udvalg udpeget af fylkeskommunen anbefalede i 1966, at der burde bygges seks kortbaneflyvepladser i Finnmark, hvorav én i Berlevåg. Spørgsmålet blev behandlet i formandskabet i Berlevåg kommune i 1967. De bevilget 175 000 kroner til rydning og planering af den gamle landingsbane. I de efterfølgende år blev der bevilget penge fra kommunen så flyvepladsen kunne benyttes af luftambulancetjenesten. En medvirkende grund til at flyvepladsen var interessant, var Berlevågs dårlige havnefaciliteter, noget som gjorde, at vandflyvere ofte måtte lande i Kongsfjord.
Norving (tidligere Varangfly) begyndte at flyve til den gamle militærflyplads i 1970 med sine nye Britten-Norman Islander. Baggrunden var en landing på flyvepladsen for at transportere en baby til Kirkenes sykehus. Luftfartsverket var ikke imod at bygge mindre ambulanceflyvepladser, men mente at staten burde prioritere at bygge et netværk af kortbaneflyvepladser. Ruten startede med en daglig rundtur bestilt af distriktslægen; patienter havde prioritet, men flyveselskabet transporterede også andre passagerer. Efter en måned blev der indført en andre daglig rundtur.
Berlevåg flyveplads fik offentlig godkendelse for taxiflyvning 27. maj 1971. Varangfly var det første selskab, som startede med regulære flyveforbindelser til Berlevåg. Ruten blev efterhånden forlænget til Gamvik, hvor det blev anlagt en landingsbane i nærheden af Slettnes fyr. Denne første flyforbindelse var organiseret som en linjetaxi. Det blev benyttet énmotors de Havilland Canada DHC-3 Otter, som kunne lande på både land og på vandet. Det blev senere sat ind et tomotors, 8-seters Britten-Norman Islander.

### I drift som lufthavn
Stortinget vedtog i 1972 at bygge seks kortbaneflyvepladser i Nord-Troms og Finnmark, som den fjerde og sidste fase i udbygningen af kortbanenettet. Både Widerøe og Norving søgte om konsession for at drive flyruter i Finnmark. Norving søkte om tillatelse til å drive rutene som linjetaxiruter, siden de stadig oftere hadde flyvninger til Berlevåg. Flyselskapet var på det tidspunktet nødt til at fly sine flytaxiruter på kundens angivne tidspunkter. En konsession til at flyve faste taxiruter ville gøre det mulig for flyselskabet at fly trafik med faste rutetabeller. Norving planlagde at bruge fly af typer Britten-Norman Islander og Britten-Norman Trislander. Widerøe planlagde at bruge Twin Otter. Kontrakten blev givet til Widerøe, som allerede havde konsessionsruter i resten af landet. Den 14. november 1980 brændte garagen og værkstedet ned; en ny bygning blev bygget og åbnet i 1982. Passagerterminalen blev udvidet i 1988 med en ny ankomst- og afgangshal. Widerøe begyndte at bruge Dash 8 på sine Finnmarksruter i 1995. Flyvepladsen blev overtaget af staten og Luftfartsverket (senere Avinor) 1. januar 1997. Staten betalte Berlevåg kommune 2,2 millioner kroner i erstatning for overtagelsen. 1. januar 2005 blev der åbnet sikkerhedskontrol ved flyvepladsen.

## Faciliteter
Berlevåg lufthavn ligger 2 km vest for Berlevåg og ligger langs fylkesvei 271. Der findes ti parkeringspladser og en taxiholdeplads ved flyvepladsen. Flyvepladsen har ingen fast busrute.
Terminalbyggeriet er 360 m² stort, hvoraf passagerdelen udgør 110 m² og har en kapacitet på 70 passagerer i timen. Kontrolltårnet udgør en egen fløj af passagerterminalen. Endvidere findes det et driftsbyggeri med garager.
Rullebanen er asfalteret, måler 1040×30 meter og har baneretningen 06–24, der rullebane 06 har 879 meter og rullebane 24 har 888 meter tilgængelig for afgang. Flyvepladsen har parkeringspladser for to Dash 8-100-fly, og er udstyret med SCAT-I, et GPS-baseret landingssystem.

## Trafik
Berlevåg lufthavn betjener i hovedsagen indbyggerne i Berlevåg kommune og de nordøstlige dele af Tana kommune. Widerøe har direkteflyvninger fra Berlevåg med Dash 8-100 og Dash 8-200. Flyvepladsen betjenes med tre flyvninger om dagen: et morgenfly som ankommer fra Hammerfest og Tromsø, som forsætter videre til Båtsfjord, Vardø, Vadsø og Kirkenes, et eftermiddagsfly som kommer fra Vadsø og Kirkenes og som fortsætter til Mehamn, Hammerfest og Tromsø, og et aftenfly som kommer fra Kirkenes og fortsætter videre til de andre flyvepladser på Varangerhalvøen. I Kirkenes og Tromsø er det korresponderende afgange med SAS til Oslo. Ruterne er en anbudsrute som er subsidieret af Samferdselsdepartementet, som også bestemmer afgangstiderne. I 2016 rejste 14.869 passagerer gennem lufthavnen. Berlevåg lufthavn var 2013 den mest subsidierede flyveplads i Norge med et underskud på 21 millioner kroner. Dette modsvarer omtrent 3.500 kroner pr. passager. Underskuddet dækkes af overskud fra de største flyveplasser i Norge. Berlevåg lufthavn havde 5.921 passagerer (14.869 inkluderet transitpassagerer som ikke forlader flyet) i 2016.

### Destinationer
|       | Flyselskab | Destinationer                                     |
| ----- | ---------- | ------------------------------------------------- |
| Norge | Widerøe    | Båtsfjord,Hammerfest,Mehamn,Vadsø,Kirkenes,Tromsø |

### Statistik
| År   | Flybevægelser | Ændring (%) | Fragt (ton) | Ændring (%) | Terminal- passagerer | Ændring (%) | Passagerer i transit | Passagerer totalt | Ændring (%) |
| ---- | ------------- | ----------- | ----------- | ----------- | -------------------- | ----------- | -------------------- | ----------------- | ----------- |
| 2016 | 1 865         | 1,4         |             |             | 5 921                | 0,5         | 8 848                | 14 869            | 3,9         |
| 2015 | 1 840         | 1,0         |             |             | 5 949                | 1,8         | 8 361                | 14 310            | 1,6         |
| 2014 | 1 822         | 2,6         | 2,4         | 79,3        | 6 060                | 3,1         | 8 018                | 14 078            | 2,9         |
| 2013 | 1 775         | 2,7         | 11,5        | 64,3        | 5 950                | 0           | 8 254                | 14 204            | 7,8         |
| 2012 | 1 828         | 1,1         | 32,3        | 13,5        | 5 949                | 2,5         | 9 457                | 15 406            | 1,9         |
| 2011 | 1 844         | 0,5         | 37,3        | 7,2         | 6 101                | 6,7         | 9 599                | 15 700            | 3,8         |
| 2010 | 1 853         | 2,8         | 34,8        | 15,1        | 5 720                | 5,0         | 9 399                | 15 119            | 5,9         |
| 2009 | 1 906         | 0,6         | 41          | 1,0         | 6 023                | 0,9         | 10 048               | 16 071            | 3,3         |
| 2008 | 1 894         | 0,9         | 40,6        | 0,7         | 5 967                | 17,2        | 10 659               | 16 626            | 4,6         |
| 2007 | 1 878         | 0,1         | 40,9        | 13,5        | 5 093                | 14,3        | 10 255               | 15 899            | 23,9        |

## Ulykker
11. mars 1982 klokken 13.27 styrtede Widerøe rute 933 i Barentshavet ved Gamvik (i eftertiden kendt som Mehamn-ulykken). Flyet med registreringsnummer LN-BNK, var på tur mellem Berlevåg og Mehamn Lufthavn efter at have haft to mellemlandinger siden det startede ruten i Kirkenes. Alle femten ombord omkom. Ulykken blev forårsaget af strukturel kollaps af flyhalen på grund af turbulens. Et mekanisk svigt i højderorkontrollerne førte til, at piloterne mistede kontrollen over flyets pitch. Derefter tabte flyet højde, og piloterne kunne ikke justere højden for at modvirke dette. Ulykken fandt sted samtidig som en af NATOs militærøvelser, indenfor flyveforbudszonen for militære fly på øvelse, øst for den 24. længdegrad. Der opstod derfor en konspirationsteori om, at flyet havde kollideret med et britisk Harrier-jagerfly. Dette førte til, at der blev gennemført fire undersøgelser, men ingen af dem fandt nogen tegn på kollision.

## Fremtid
Berlevåg lufthavn ligger i et åbent og fladt område, og er derfor blandt de gunstigste steder for bygning af en ny hovedflyveplads i Finnmark. En udvidelse til 2.000 meter eller længere vil føre til at der må bygges en helt ny rullebane. I midten af 2000-årene lancerede Berlevågs ordfører Erik Brøske planer om at udvide flyvepladsen med en rullebane på omkring 3.000 meter, og med en helikopterbase. Planerne var i starten rettet mod at etablere en fragtterminal for at eksportere fisk til Asien, mens helikopterbasen skulle betjene fremtidige oliefelter i Barentshavet. Avinor udtalte i 2012, at man ikke ønskede at gå videre med forslagene.
Avinor har igangsat undersøgelser for at afklare hvilke flytyper, som skal benyttes på kortbaneflyvepladser, når det forventes, at Dash-8 100 fases ud i perioden 2025–2030. Avinor mener, at der ikke er behov for at forlænge rullebanen på grund af lave passagertal, og at der derfor ikke er behov for større flytyper. I Nasjonal transportplan (NTP) mener man, at Berlevåg kan trafikeres med småfly med 19 sæder.
Berlevåg ligger 91 km fra Båtsfjord Lufthavn langs vejen. Køretiden er ca. 90 minutter og inkluderer en vejrudsat strækning. Det har været foreslået at forbedre vejen mellem tettstederne for at klare sig med én flyveplads, eftersom der kun er 38 km i luftlinje. Dette vil kræve bygning af en 12 km lang tunnel, som vil gøre vejen til Båtsfjord 30 km kortere og gøre vejen mere vintersikker.